# ان‌جی‌سی ۲۰۸
ان‌جی‌سی ۲۰۸ (انگلیسی: NGC 208) نام یک کهکشان مارپیچی در صورت فلکی ماهی است.